# Keith Hall
John "Keith" Hall (Newcastle upon Tyne, 9 januari 1929 - 12 januari 2017) was een Brits autocoureur.

## Carrière
Hall begon zijn autosportcarrière in het formuleracing. In auto's van Cooper en Lotus won hij in 1954 en 1955 een aantal races in het Britse Formule 3-kampioenschap.
In 1956 stapte Hall over naar de sportwagens en reed hierin vooral races in het Verenigd Koninkrijk. Met 10 overwinningen en 24 podiumplaatsen in 45 inschrijvingen tussen 1956 en 1958 kende hij een succesvolle carrière. In 1956 en 1957 reed hij met Cliff Allison in de 24 uur van Le Mans in een Lotus Eleven. In het eerste jaar moesten zij na 89 ronden opgeven na een aanrijding met een hond, maar in het tweede jaar wonnen zij de S750-klasse en werden zij veertiende in de einduitslag.
In 1957 en 1958 reed Hall in een aantal Formule 2-races. Hij schreef zich in 1958 in voor één Formule 1-race van dat jaar voor Lotus, de Grand Prix van Marokko, maar hij was niet aanwezig op het Ain-Diab-circuit en startte de race niet. Aan het eind van dat jaar nam hij afscheid van de autosport.
In juli 2016 kreeg Hall een beroerte, waar hij niet meer van herstelde. Op 12 januari 2017 overleed hij, drie dagen na zijn 88e verjaardag.